# Joachim Hößler
Joachim Hößler (* Februar 1923 in Burgstädt; † 1987) war ein deutscher Chirurg und Medizinalrat, der als langjähriger stellvertretender ärztlicher Direktor des Bergarbeiterkrankenhauses Stollberg/Erzgeb. und ärztlicher Leiter der Medizinischen Schule in Neukirchen/Erzgeb. durch sein berufliches Können, seine Volksverbundenheit und seinen originellen Stil Bekanntheit erlangte. Durch seinen Einsatz am Ende des Zweiten Weltkrieges trug er entscheidend dazu bei, dass sich die Stadt Burgstädt nach anfänglichem Widerstand (ca. 40 Tote) kampflos den Amerikanern ergab.

## Leben
Er wurde als Sohn eines Bankangestellten, der aufgrund der Inflation arbeitslos wurde, in Burgstädt geboren. Ab 1929 besuchte er die Volksschule, ab 1933 die Höhere Abteilung der Volksschule in Burgstädt und ab 1936 die Oberschule in Waldenburg. Untergebracht war er dort im Internat. Hier kam er auch erstmals in näheren Kontakt zur Medizin, die fortan sein Leben bestimmen sollte. Er wurde in Waldenburg zum Krankenpräfekten der dortigen Oberschule bestimmt. Als ein Militärarzt in der Schule um Nachwuchs warb, nahm Hößler dieses Angebot an, da seine Eltern ein derartiges Studium nicht bezahlen konnten. 1940 wurde er eingezogen und im folgenden Jahr konnte er ein Medizinstudium in Berlin aufnehmen. Schon bald wechselte er nach Würzburg, wo er das Physikum absolvierte und die Bombenangriffe auf die Stadt am Main 1944/45 erlebte. Noch vor Kriegsende wurde er nach Chemnitz versetzt. Von dort kehrte er in seine Geburtsstadt Burgstädt zurück, wo in seiner früheren Schule ein Lazarett eingerichtet worden war. Dort erlebte er das Kriegsende und arbeitete auch nach dem Krieg einige Zeit als Hilfsarzt. Ferner war er auch im Gesundheitsausschuss und im Flurschutz tätig. Er erlebte am 14. April 1945 den amerikanischen Artillerieüberfall auf Burgstädt, wo er als Mediziner sofort Erste Hilfe leistete und die zahlreichen Verwundeten (23 Einwohner Burgstädts, elf deutsche Soldaten und mehrere Amerikaner starben) ärztlich versorgte und für deren Abtransport in umliegende Krankenhäuser und Lazarette sorgte. Kurz danach gab er auch durch Hitlerjungen verwundeten Amerikaner ärztliche Hilfe und beteiligte sich anschließend an der Entwaffnung der Hitlerjugend, die den amerikanischen Militärangriff auf Burgstädt provoziert hatte. Danach sorgte Hößler dafür, dass sich die kleine Gruppe von Wehrmachtsangehörigen, die noch Widerstand gegen die Amerikaner leistete, kampflos ergab und so die Stadt Burgstädt ohne weitere Verluste den Amerikanern übergeben werden konnte.
Um sein Studium fortsetzen und abschließen zu können, war Hößler vier Monate als Gitarrist im Tanzorchester des Kapellmeisters Ernst Knauth tätig. Im November 1945 setzte er sein Studium in Würzburg fort, 1947 legte er an das Staatsexamen und an der Medizinischen Fakultät der Universität Mainz seine Promotion zum Thema Die Entwicklung der Infektionskrankheiten beim Menschen ab und ging zunächst nach Burgstädt zurück. Als Assistenzarzt erhielt er 1947 im Krankenhaus Rabenstein eine Stelle. 1949 ging er an das neue Bergarbeiterkrankenhaus in Stollberg/Erzgeb., das fortan seine Wirkungsstätte wurde.
1953 wurde Joachim Hößler als Facharzt für Chirurgie anerkannt, woraufhin er drei Jahre an die Frauenabteilung wechselte, wo er Facharzt für Frauenkrankheiten und Geburtshilfe wurde. 1956 erhielt er eine Anstellung als Oberarzt in der Chirurgie und 1958 übernahm er die Funktion des Chefarztes. 1960 trat er in die SED ein, weil er erkannte, daß in unserer Republik durch die Partei der Arbeiterklasse alle Menschen gefördert werden, die fleißig und tüchtig sind. Nicht der Geldbeutel der Eltern ist entscheidend.
1964 wurde er stellvertretender ärztlicher Direktor des Bergarbeiterkrankenhauses Stollberg, wo er fast zwanzig Jahre tätig und aufgrund seines fachlichen Könnens und seiner besonders volksverbundenen, menschennahen Art bei Mitarbeitern und Patienten gleichermaßen beliebt war. Meist hatte er seine Gitarre zur Hand und trug so auf ganz unkonventionelle Art dazu bei, dass so mancher Kranker kurzzeitig durch seine Musik die Schmerzen vergaß. Aufgrund seines Gesundheitszustandes gab Joachim Hößler Mitte 1983 den Chefarztposten in jüngere Hände.
Für geraume Zeit war Joachim Hößler auch zusätzlich als ärztlicher Leiter der Medizinischen Schule Neukirchen tätig, wo er maßgeblich an der medizinischen Ausbildung von Schwestern und Pflegern aus dem Raum Karl-Marx-Stadt mitwirkte.